# Ka
|  | Per a altres significats, vegeu «Ka (desambiguació)». |

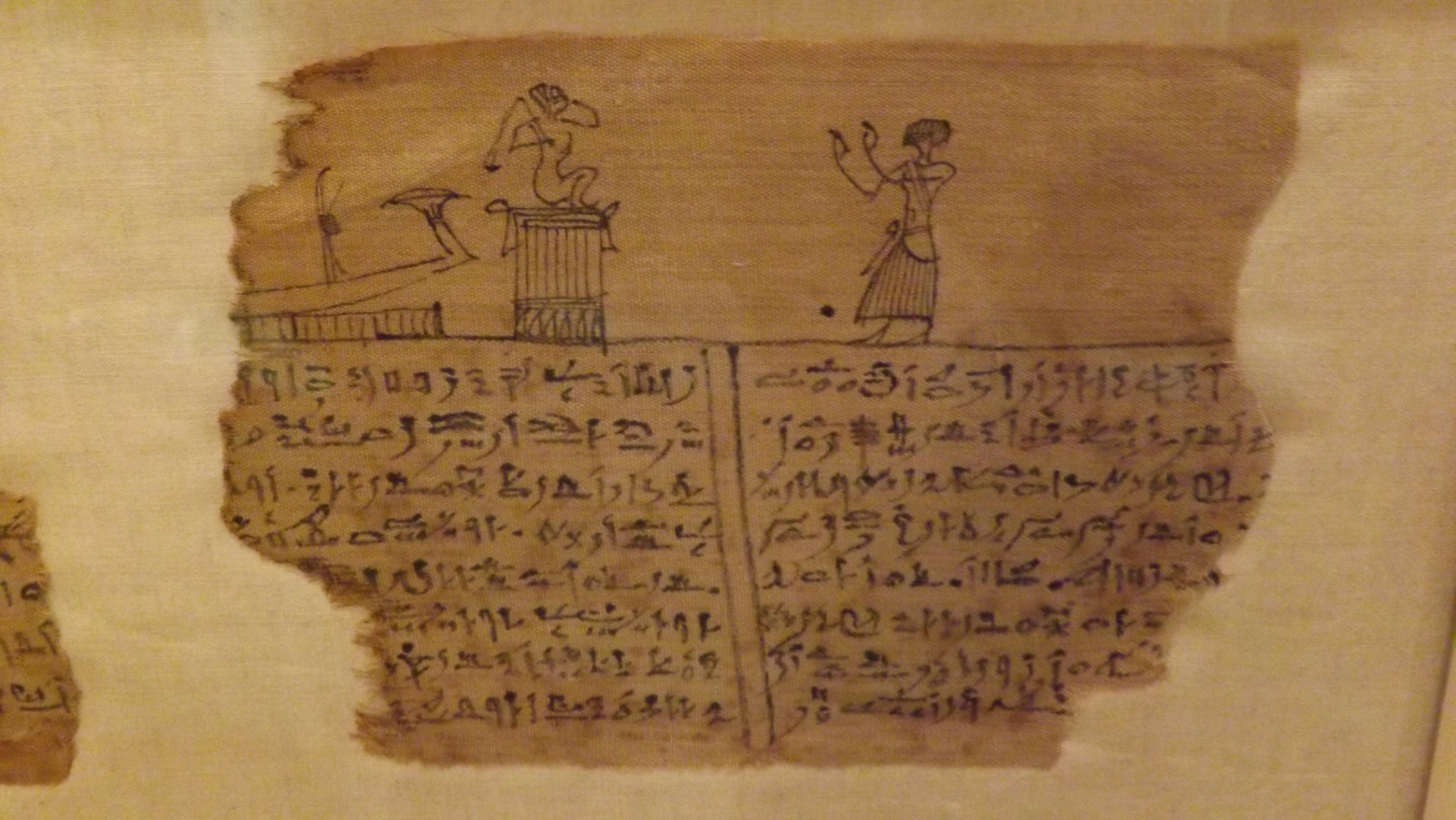
El Llibre dels Morts.

En la mitologia egípcia, el Ka era una de les cinc parts de l'ànima humana juntament amb el Ba, l'Ib, el Ren i el Sheut, els quals amb l'Akh, constituïen els elements de l'esperit humà.
|  |

|  |

|  |

|  |

|  |

|  |

|  |

|  |

El Ka és la "força vital", un component de l'esperit humà, un tros del principi universal de la vida, segons la mitologia egipcia. El Ka dels infants fou creat per Mesenet.
El Ka dels morts pesava més o menys dependent dels seus pecats; si l'ànima pesava més que la ploma de la veritat, utilitzada per Osiris, el mort era condemnat a ser devorat per Ammit; si pesava menys, era enviat a l'Aaru.